# Модули римановой поверхности
Модули римановой поверхности — численные характеристики (параметры), одни и те же для всех конформно эквивалентных римановых поверхностей, в своей совокупности характеризующие конформный класс эквивалентности данной римановой поверхности.

## Мотивация
Необходимым условием конформной эквивалентности двух плоских областей является одинаковая связность этих областей. Согласно теореме Римана все односвязные области с более чем одной граничной точкой конформно эквивалентны друг другу: каждую такую область можно конформно отобразить на одну и ту же каноническую область, в качестве которой обычно рассматривают единичный круг. Для областей связности {\displaystyle n}, {\displaystyle n>2}, точного эквивалента теоремы Римана не существует: нельзя указать какую-либо фиксированную область, на которую можно однолистно и конформно отобразить все области данного порядка связности. Это привело к более гибкому определению канонической {\displaystyle n}-связной области, которое указывает общую геометрическую структуру этой области, но не фиксирует её модулей.

## Примеры
- конформные классы компактных римановых поверхностей рода {\displaystyle g>1} характеризуются {\displaystyle 6g-6} действительными модулями;
- тор ({\displaystyle g=1}) характеризуется двумя модулями;
- {\displaystyle n}-связная плоская область, рассматриваемая как риманова поверхность с краем, при {\displaystyle n>3} характеризуется {\displaystyle 3n-6} модулями.
- Каждая двусвязная область {\displaystyle D} плоскости {\displaystyle z} с невырожденными граничными континуумами может быть конформно отображена на некоторое круговое кольцо

{\displaystyle r<|z|<R}, {\displaystyle 0<r<R<\infty }.
Отношение {\displaystyle R/r} радиусов граничных окружностей этого кольца является конформным инвариантом и называется модулем двусвязной области {\displaystyle D}.